# 千禧年主义
千禧年主义、千福年主义、千年國主義、千年天国或千年王國（英語：或）的概念来自于“千紀”，即是指长度为一千年的时间循环。千禧年主义是某些基督教教派正式的或民间的信仰，这种信仰相信将来会有一个黄金时代：全球和平来临，地球将变为天堂。人类将繁荣，大一统的时代来临以及“基督统治世界”。
千禧年的到来并非意味着「世界末日」，但认为千禧年是人类倒数第二个世代，是世界末日来临前的最後一个世代。一些人相信在千禧年到来和世界末日到来之前将会有一个短暂的与撒旦或是敌基督交战的时期，之後就是最後的审判。千禧年主义亦是明教关于一千年观念中的教条，明教认为每一个千年循环都是在异端和毁灭性的大灾难中结束，直至最後一个禧年邪恶的大破坏与最终和平之王战胜邪灵後结束。

## 基督教的千禧年主义

四种基督教千禧年主义理论的对比：
1. 千禧年前论
2. 千禧年前论之时代论
3. 千禧年后论
4. 无千禧年论

## 中國歷史上的千禧年主義
有些學者認為，張角領導的黃巾起義與洪秀全領導的太平天國如果從宗教角度解釋，也是千禧年主義的一種。

### 引用
1. ↑  鄧肇明. . 香港道聲. : 184.
2. ↑  ［日本］三石善吉. . 上海: 三聯書店. 1997.